# ホルヘ・E・ロペス
ホルヘ・E・ロペス（Jorge E. LópezまたはGeorge Lopez、1955年11月30日 - ）はキューバ・ハバナ生まれの現代音楽の作曲家。現在はオーストリアのウィーン在住である。

## 略歴
キューバのハバナに生まれ、生後すぐアメリカ合衆国のニューヨークとシカゴで育った。ミヒャエル・ギーレンがOp.1 Landscape With Martrydom (1984-1987)を指揮して楽壇に絶賛され、以後作曲の道に入っている。この作品はギーレンエディションに収録されている。一人一段を擁する巨大スコアと長大な楽曲で知られている。デビュー時の名前はGeorge Lopezだったが、現在は同姓同名の別人と区別するためにJorge E. Lópezと名乗っている。
ジーメンス音楽賞若手奨励賞を受賞してからはオーストリアではなくてドイツで評価が高い。NEOSからリリースされたソロアルバムMusica viva, Vol. 25に二作、Collegium Novum Zürichが演奏したソロアルバムにも別の二作が収録されている。作品はべーレンライター社とリコルディ社から出版されている。すでに還暦を迎えたが、総譜の密度が長大かつ重厚すぎるため、一作に数年をかけて寡作である。

## 受賞歴
- 1990 Förderpreis Ernst von Siemens Musikpreis
- 1994 Erste-Bank-Kompositionspreis
- 1988 Stipendium der Heinrich-Strobel-Stiftung des Südwestfunks
- 1995 und 2006: Österreichisches Staatsstipendium
- 2001 Publicity-Preis der Austro mechana

## 作品
- Op.1 Landscape with Martrydom (1984-1987)
- Op.2 Blue cliffs (1985-1989)
- Op.3 Breath-Hammer-Lightning (1989-1991)
- Op.4 Dome Peak (1991-1997)
- Op.5 Das Auge des Schweigens(1975-1994)
- Op.9 Gonzales the Earth Eater (1996)
- Op.11 KampfhandlungenTraumhandlungen (1995-1998)
- Op.14 Vorraum (2005)
- Op.15 Hin zur Flamme! (2000)
- Op.20 Symphonie Fleuve pour cor et orchestre (2005–2007)
- Op.21 I. Kammersymphonie (2006–2009, rev. 2011)
- Op.22 Piano trio (2008-2009)
- Op.23 II. Kammersymphonie „A végső Tavasz“ (2009–2011)
- Op.24 III. Symphonie (2012–2013)
- Op.25 Triptychon (2013)
- Op.26 IV. Symphonie (2013-2016)